# Tabaré Vázquez
Tabaré Ramón Vázquez Rosas (født 17. januar 1940 i Montevideo, død 6. december 2020) var en uruguayansk læge og politiker, der var  Urugays præsident fra 2005 til 2010 og igen fra 2015 til 2020. 
Han var borgmester i Montevideo i 1990-95. Han var præsidentkandidat i 1994 og 1999 og tabte begge gange. I Uruguays præsidentvalg 2004 vandt han ved første runde.